# فهرست قنات‌های شهرستان رزن
جدول زیر بر اساس آمار وزارت جهاد کشاورزیتهیه شده‌است. فهرست زیر قنات‌های شهرستان رزن در استان همدان را نشان می‌دهد.
| نام قنات        | موقعیت                | نزدیک‌ترین روستا | طول قنات (متر) | تعداد میله چاه | عمق مادر چاه | دبی (لیتر بر ثانیه) | سطح زیر کشت (هکتار) |
| --------------- | --------------------- | --------------- | -------------- | -------------- | ------------ | ------------------- | ------------------- |
| آب سرد          | بخش مرکزی شهرستان رزن | درجزین          | ۷۰۰۰           | ۲۲۰            | ۹۰           | ۳۰                  | ۲۵                  |
| آب شهر          | بخش مرکزی شهرستان رزن | درجزین          | ۳۰۰۰           | ۱۲۰            | ۳۵           | ۴۰                  | ۷۰                  |
| آب وسطه         | بخش مرکزی شهرستان رزن | درجزین          | ۶۰۰۰           | ۲۰۰            | ۷۰           | ۷۰                  | ۴۰                  |
| ابگرم           | بخش مرکزی شهرستان رزن | درجزین          | ۴۰۰۰           | ۸۰             | ۳۵           | ۶۰                  | ۶۰                  |
| ارجز            | بخش مرکزی شهرستان رزن | نوار            | ۲۵۰۰           | ۶۸             | ۲۰           | ۶۰                  | ۶۰                  |
| ارجز            | بخش مرکزی شهرستان رزن | ینگی قلعه       | ۵۰۰۰           | ۱۸۰            | ۳۵           | ۷۰                  | ۷۰                  |
| اشاقی           | بخش مرکزی شهرستان رزن | ورقستان         | ۲۰۰۰           | ۱۹             | ۲۵           | ۵۰                  | ۵۰                  |
| اشاقی چای       | بخش مرکزی شهرستان رزن | پشت جین         | ۳۰۰۰           | ۷۵             | ۲۵           | ۵۰                  | ۲۰                  |
| اشاقی کهریز     | بخش مرکزی شهرستان رزن | قزلجه           | ۱۵۰۰           | ۱۵             | ۷            | ۲۰                  | ۲۰                  |
| اقکند           | بخش مرکزی شهرستان رزن | اقکند           | ۳۰۰            | ۱۲             | ۵            | ۳۰                  | ۲۰                  |
| امامزاده قاسم   | بخش مرکزی شهرستان رزن | امامزاده قاسم   | ۲۵۰۰           | ۱۰۰            | ۱۲           | ۶۰                  | ۴۰                  |
| امیریه          | بخش مرکزی شهرستان رزن | امیریه          | ۱۰۰۰           | ۵۰             | ۱۱           | ۲۵                  | ۱۵                  |
| اوزن بلاق       | بخش مرکزی شهرستان رزن | گندوز           | ۱۰۰۰           | ۲۰             | ۱۰           | ۲۰                  | ۲۰                  |
| بیوک قنات       | بخش مرکزی شهرستان رزن | سلیلک           | ۳۰۰۰           | ۱۰۰            | ۲۰           | ۵۰                  | ۳۰                  |
| تازه کند        | بخش مرکزی شهرستان رزن | ورقستان         | ۱۵۰۰           | ۶۰             | ۲۵           | ۴۵                  | ۴۵                  |
| تازه کهریز      | بخش مرکزی شهرستان رزن | نوار            | ۲۰۰۰           | ۶۰             | ۲۵           | ۱۲۰                 | ۱۲۰                 |
| تولکی تپه       | بخش مرکزی شهرستان رزن | تولکی تپه       | ۳۰۰۰           | ۶۰             | ۳۰           | ۳۰                  | ۲۰                  |
| تپه دبی         | بخش مرکزی شهرستان رزن | تپه دبی         | ۸۰۰۰           | ۸۰             | ۱۵           | ۵۰                  | ۵۰                  |
| جاورسجین        | بخش مرکزی شهرستان رزن | جاورسجین        | ۳۰۰۰           | ۱۱۰            | ۱۵           | ۲۰                  | ۲۰                  |
| جرید            | بخش مرکزی شهرستان رزن | فارسجین         | ۱۰۰۰۰          | ۲۵۰            | ۸۵           | ۹۰                  | ۹۰                  |
| جین کهریز       | بخش مرکزی شهرستان رزن | بابانظر         | ۳۰۰۰           | ۹۰             | ۲۲           | ۴۵                  | ۳۰                  |
| حسن‌آباد         | بخش مرکزی شهرستان رزن | حسن‌آباد         | ۵۰۰۰           | ۱۵۰            | ۳۰           | ۸۰                  | ۸۰                  |
| حل آوار         | بخش مرکزی شهرستان رزن | شوند            | ۲۴۰۰۰          | ۲۸۰            | ۶۰           | ۷۰                  | ۷۰                  |
| خان‌آباد         | بخش مرکزی شهرستان رزن | سلیلک           | ۲۰۰۰           | ۷۰             | ۱۵           | ۶۰                  | ۳۰                  |
| دلهه            | بخش مرکزی شهرستان رزن | امتله           | ۴۰۰۰           | ۱۲۰            | ۷۰           | ۱۵۰                 | ۱۲۰                 |
| دوکشان          | بخش مرکزی شهرستان رزن | گیودره          | ۷۰۰            | ۲۰             | ۲۰           | ۴۰                  | ۴۰                  |
| راه دمق         | بخش مرکزی شهرستان رزن | قادرخلج         | ۶۰۰            | ۲۴             | ۱۰           | ۴۰                  | ۴۰                  |
| زاکان           | بخش مرکزی شهرستان رزن | زاکان           | ۱۰۰۰           | ۲۰             | ۹            | ۱۵                  | ۱۴                  |
| زاکان           | بخش مرکزی شهرستان رزن | زاکان           | ۱۰۰۰           | ۲۰             | ۸            | ۱۵                  | ۱۰                  |
| سرحمن           | بخش مرکزی شهرستان رزن | ملابلاغ         | ۲۰۰۰           | ۰              | ۱۵           | ۰                   | ۰                   |
| شیرین لو        | بخش مرکزی شهرستان رزن | فارسجین         | ۳۰۰۰           | ۹۰             | ۶۰           | ۵۰                  | ۵۰                  |
| علی‌آباد         | بخش مرکزی شهرستان رزن | شوند            | ۳۴۰۰۰          | ۲۰۰            | ۶۰           | ۴۰                  | ۴۰                  |
| عمومی           | بخش مرکزی شهرستان رزن | منوچهر          | ۲۵۰۰           | ۱۲۵            | ۳۰           | ۷۰                  | ۳۰                  |
| عمومی           | بخش مرکزی شهرستان رزن | گل تپه          | ۲۵۰۰           | ۳۵             | ۵۰           | ۰                   | ۰                   |
| عمومی           | بخش مرکزی شهرستان رزن | گستر            | ۱۵۰۰           | ۷۰             | ۲۰           | ۴۰                  | ۴۰                  |
| عمومی           | بخش مرکزی شهرستان رزن | کهریزبقازی      | ۳۰۰۰           | ۱۱۰            | ۱۵           | ۲۰                  | ۲۰                  |
| عمومی           | بخش مرکزی شهرستان رزن | ناکین           | ۲۵۰            | ۴              | ۵            | ۲۵                  | ۱۵                  |
| عمومی           | بخش مرکزی شهرستان رزن | گیودره          | ۴۰۰۰           | ۱۰۵            | ۲۰           | ۱۲۰                 | ۱۲۰                 |
| عمومی           | بخش مرکزی شهرستان رزن | کلیجه           | ۳۰۰۰           | ۱۵۰            | ۲۰           | ۵۰                  | ۵۰                  |
| عمومی           | بخش مرکزی شهرستان رزن | نوده            | ۲۵۰۰           | ۶۵             | ۲۳           | ۵۰                  | ۵۰                  |
| عمومی           | بخش مرکزی شهرستان رزن | کلکبود          | ۵۰۰۰           | ۱۲۰            | ۲۰           | ۳۰                  | ۳۰                  |
| عمومی           | بخش مرکزی شهرستان رزن | کمندان          | ۶۰۰۰           | ۱۸۰            | ۱۸           | ۴۰                  | ۴۰                  |
| عمومی           | بخش مرکزی شهرستان رزن | هریان           | ۲۰۰۰           | ۱۰۰            | ۵۰           | ۱۳۰                 | ۱۳۰                 |
| عمومی           | بخش مرکزی شهرستان رزن | عین‌آباد         | ۳۰۰            | ۶۰             | ۱۵           | ۴۰                  | ۴۰                  |
| عمومی           | بخش مرکزی شهرستان رزن | ولاشجرد         | ۴۰۰۰           | ۱۵۰            | ۳۵۰          | ۶۰                  | ۶۰                  |
| عمومی           | بخش مرکزی شهرستان رزن | وفسی            | ۴۰۰            | ۳۰             | ۲۰           | ۷۰                  | ۷۰                  |
| عمومی           | بخش مرکزی شهرستان رزن | شاهنجرین        | ۱۰۰۰           | ۳۵             | ۲۵           | ۱۱۰                 | ۱۱۰                 |
| عمومی           | بخش مرکزی شهرستان رزن | گاوسوار         | ۲۰۰۰           | ۵۵             | ۱۱           | ۵۰                  | ۸۰                  |
| عمومی           | بخش مرکزی شهرستان رزن | قایش            | ۱۲۰۰           | ۴۵             | ۱۸           | ۷۰                  | ۷۰                  |
| عمومی           | بخش مرکزی شهرستان رزن | شاطربالی        | ۴۰۰۰           | ۱۸۰            | ۳۰           | ۱۲۰                 | ۱۲۰                 |
| عمومی           | بخش مرکزی شهرستان رزن | دمق             | ۲۸۰            | ۱۴             | ۱۲           | ۲۸                  | ۲۸                  |
| عمومی           | بخش مرکزی شهرستان رزن | زهتران          | ۳۷۰            | ۱۸             | ۹            | ۵۵                  | ۵۵                  |
| عمومی           | بخش مرکزی شهرستان رزن | سایان           | ۲۵۰            | ۱۲             | ۸            | ۳۲                  | ۳۲                  |
| عمومی           | بخش مرکزی شهرستان رزن | سایان           | ۳۴۰            | ۱۷             | ۷            | ۴۵                  | ۴۵                  |
| عمومی           | بخش مرکزی شهرستان رزن | رزن             | ۶۰۰۰           | ۱۱۰            | ۲۰           | ۲۵۰                 | ۲۵۰                 |
| عمومی           | بخش مرکزی شهرستان رزن | مزرعه دیمور     | ۲۲۰            | ۹              | ۸            | ۳۰                  | ۳۰                  |
| عمومی           | بخش مرکزی شهرستان رزن | عمان            | ۱۵۰۰۰          | ۳۰۰            | ۹۰           | ۸۰                  | ۵۰                  |
| عمومی           | بخش مرکزی شهرستان رزن | وسمق            | ۶۰۰۰           | ۱۵۰            | ۵۰           | ۴۰                  | ۴۰                  |
| عمومی           | بخش مرکزی شهرستان رزن | خنجرآباد        | ۱۵۰۰           | ۸۰             | ۲۰           | ۱۰۰                 | ۶۰                  |
| عمومی           | بخش مرکزی شهرستان رزن | خیگان           | ۱۵۰۰           | ۵۰             | ۱۲           | ۸۰                  | ۸۰                  |
| عمومی           | بخش مرکزی شهرستان رزن | کمندان          | ۱۸۰۰۰          | ۴۰۰            | ۷۵           | ۶۰                  | ۶۰                  |
| عمومی           | بخش مرکزی شهرستان رزن | سنقرآباد        | ۱۰۰۰۰          | ۴۵۰            | ۲۰           | ۱۰۰                 | ۱۰۰                 |
| عمومی           | بخش مرکزی شهرستان رزن | سلطان‌آباد       | ۵۰۰۰           | ۱۰۰            | ۵۰           | ۱۰۰                 | ۳۰                  |
| عمومی           | بخش مرکزی شهرستان رزن | سرله            | ۵۵۰            | ۲۲             | ۱۲           | ۲۰                  | ۲۰                  |
| عمومی           | بخش مرکزی شهرستان رزن | رکین            | ۲۰۰۰           | ۷۰             | ۲۰           | ۴۵                  | ۴۵                  |
| عمومی           | بخش مرکزی شهرستان رزن | سوتجین          | ۱۰۰۰           | ۵۰             | ۱۰           | ۳۰                  | ۳۰                  |
| عمومی           | بخش مرکزی شهرستان رزن | پاینده          | ۵۰۰۰           | ۵۰             | ۱۰           | ۴۰                  | ۴۰                  |
| عمومی           | بخش مرکزی شهرستان رزن | پلیکان          | ۱۰۰۰           | ۱۴             | ۱۵           | ۵۰                  | ۱۴                  |
| عمومی           | بخش مرکزی شهرستان رزن | پیرمک           | ۱۰۰۰           | ۲۴             | ۵            | ۳۰                  | ۲۵                  |
| عمومی           | بخش مرکزی شهرستان رزن | بهکندان         | ۳۰۰۰           | ۶۰             | ۱۳           | ۳۰                  | ۲۰                  |
| قازان گولو      | بخش مرکزی شهرستان رزن | بابانظر         | ۷۰۰            | ۲۵             | ۱۰           | ۷۰                  | ۵۰                  |
| قفاک ده         | بخش مرکزی شهرستان رزن | باد کوه         | ۲۵۰            | ۱۴             | ۴            | ۲۰                  | ۱۵                  |
| قنات احمدآباد   | بخش مرکزی شهرستان رزن | احمدآباد        | ۵۰۰۰           | ۱۲۰            | ۴۰           | ۵۰                  | ۴۰                  |
| قنات بالا       | بخش مرکزی شهرستان رزن | چهاربلاق        | ۵۰۰            | ۵              | ۵            | ۴۰                  | ۳۰                  |
| قنات بالا       | بخش مرکزی شهرستان رزن | توموزان         | ۳۰۰۰           | ۷۵             | ۱۸           | ۷۰                  | ۷۰                  |
| قنات بالا       | بخش مرکزی شهرستان رزن | قروه            | ۲۵۰۰           | ۶۰             | ۲۴           | ۵۰                  | ۵۰                  |
| قنات بالا       | بخش مرکزی شهرستان رزن | اقچه خرابه      | ۱۵۰۰           | ۵۰             | ۴۰           | ۵۰                  | ۳۰                  |
| قنات برنگ       | بخش مرکزی شهرستان رزن | بابانظر         | ۳۰۰۰           | ۹۵             | ۲۴           | ۴۰                  | ۲۵                  |
| قنات بزرگ       | بخش مرکزی شهرستان رزن | نیر             | ۱۲۰۰۰          | ۶۰۰            | ۱۴           | ۱۰۰                 | ۱۰۰                 |
| قنات بلاق اتو   | بخش مرکزی شهرستان رزن | قروه            | ۲۰۰۰           | ۶۰             | ۲۵           | ۵۰                  | ۵۰                  |
| قنات تپه        | بخش مرکزی شهرستان رزن | ینگی قلعه       | ۳۰۰۰           | ۱۱۰            | ۲۰           | ۱۰۰                 | ۱۰۰                 |
| قنات رازین      | بخش مرکزی شهرستان رزن | رازین           | ۳۵۰۰           | ۱۱۰            | ۴۵           | ۴۰                  | ۴۰                  |
| قنات راست       | بخش مرکزی شهرستان رزن | دولوجه دین      | ۶۰۰۰           | ۰              | ۰            | ۰                   | ۰                   |
| قنات عمومی      | بخش مرکزی شهرستان رزن | نظام‌آباد        | ۳۰۰۰           | ۷۰             | ۸۰           | ۴۰                  | ۴۰                  |
| قنات عمومی      | بخش مرکزی شهرستان رزن | چورمق           | ۳۰۰۰           | ۱۰۰            | ۱۸           | ۷۰                  | ۷۰                  |
| قنات عمومی      | بخش مرکزی شهرستان رزن | اقچه خرابه      | ۳۰۰۰           | ۸۰             | ۲۰           | ۴۰                  | ۳۰                  |
| قنات عمومی      | بخش مرکزی شهرستان رزن | اقچه خرابه      | ۱۳۰            | ۳              | ۸            | ۴۰                  | ۳۰                  |
| قنات عمومی      | بخش مرکزی شهرستان رزن | اقچه خرابه      | ۲۰۰۰           | ۶۰             | ۳۰           | ۶۰                  | ۵۰                  |
| قنات عمومی      | بخش مرکزی شهرستان رزن | قراقیه          | ۴۰۰۰           | ۱۱۰            | ۱۷           | ۸۰                  | ۸۰                  |
| قنات عمومی      | بخش مرکزی شهرستان رزن | نظام‌آباد        | ۴۰۰۰           | ۱۰۰            | ۹۰           | ۴۰                  | ۴۰                  |
| قنات قدر        | بخش مرکزی شهرستان رزن | قروه            | ۱۰۰۰           | ۵۰             | ۲۰           | ۴۰                  | ۴۰                  |
| قنات قدیمی      | بخش مرکزی شهرستان رزن | فارسجین         | ۶۰۰۰           | ۱۸۰            | ۷۰           | ۷۰                  | ۷۰                  |
| قنات قدیمی      | بخش مرکزی شهرستان رزن | ابباریک         | ۱۰۰۰           | ۵۰             | ۱۲           | ۶۰                  | ۵۰                  |
| قنات قراقیه     | بخش مرکزی شهرستان رزن | قاطراولن        | ۶۰             | ۶              | ۱۰           | ۴۰                  | ۴۰                  |
| قنات مسجد       | بخش مرکزی شهرستان رزن | غینرجه          | ۲۰۰۰           | ۲۷             | ۱۲           | ۲۰                  | ۲۰                  |
| قنات میرزا احمد | بخش مرکزی شهرستان رزن | قروه            | ۱۰۰۰           | ۳۵             | ۱۸           | ۴۰                  | ۴۰                  |
| قنات میلاجرد    | بخش مرکزی شهرستان رزن | قروه            | ۱۰۰۰           | ۳۰             | ۲۰           | ۴۰                  | ۴۰                  |
| قنات پایین      | بخش مرکزی شهرستان رزن | توموزان         | ۲۵۰            | ۶              | ۶            | ۲۰                  | ۲۰                  |
| قنات چپ         | بخش مرکزی شهرستان رزن | دولوجه دین      | ۶۰۰۰           | ۰              | ۰            | ۰                   | ۰                   |
| قنات کهریز      | بخش مرکزی شهرستان رزن | درنیان          | ۱۰۰۰           | ۳۵             | ۲۲           | ۲۰                  | ۱۵                  |
| قندرقلعه        | بخش مرکزی شهرستان رزن | باد کوه         | ۲۴۰            | ۶              | ۵            | ۲۰                  | ۱۳                  |
| قوثه بلاق       | بخش مرکزی شهرستان رزن | ابباریک         | ۵۰۰            | ۲۵             | ۸            | ۲۵                  | ۱۵                  |
| قوشه کهریز      | بخش مرکزی شهرستان رزن | ینگی قلعه       | ۱۴۰۰۰          | ۳۵۰            | ۷۰           | ۱۲۰                 | ۱۲۰                 |
| قوشه کهریز      | بخش مرکزی شهرستان رزن | نوار            | ۴۰۰۰           | ۱۳۰            | ۶۵           | ۱۵۰                 | ۱۰۰                 |
| قیزم ترانس      | بخش مرکزی شهرستان رزن | غینرجه          | ۲۰۰۰           | ۲۰             | ۹            | ۲۰                  | ۲۰                  |
| لات             | بخش مرکزی شهرستان رزن | سلیلک           | ۱۰۰۰           | ۱۲             | ۳۰           | ۱۵                  | ۱۵                  |
| ماسی بلاق       | بخش مرکزی شهرستان رزن | چهاربلاق        | ۷۰             | ۴              | ۶            | ۱۰                  | ۱۰                  |
| ملابلاغ         | بخش مرکزی شهرستان رزن | ملابلاغ         | ۱۰۰۰           | ۴۰             | ۱۵           | ۸۰                  | ۸۰                  |
| پائینگ          | بخش مرکزی شهرستان رزن | کاج             | ۵۰۰۰           | ۱۸۰            | ۱۷           | ۷۰                  | ۷۰                  |
| پایین ده        | بخش مرکزی شهرستان رزن | امتله           | ۲۵۰۰           | ۷۵             | ۵۵           | ۱۲۰                 | ۱۰۰                 |
| پیله جین        | بخش مرکزی شهرستان رزن | پیله جین        | ۱۰۰            | ۱۴             | ۸            | ۲۰                  | ۱۲                  |
| چاارخ           | بخش مرکزی شهرستان رزن | جامشلو          | ۲۰۰۰           | ۸۰             | ۱۵           | ۱۵۰                 | ۸۵                  |
| چایان           | بخش مرکزی شهرستان رزن | چایان           | ۴۰۰۰           | ۸۰             | ۱۰           | ۴۰                  | ۴۰                  |
| کارادره         | بخش مرکزی شهرستان رزن | بابانظر         | ۲۵۰۰           | ۸۰             | ۱۰           | ۶۰                  | ۴۰                  |
| کلیجه           | بخش مرکزی شهرستان رزن | قروه            | ۱۰۰۰           | ۴۰             | ۲۵           | ۴۰                  | ۴۰                  |
| کنداچی          | بخش مرکزی شهرستان رزن | سلیلک           | ۲۰۰۰           | ۸۰             | ۰            | ۳۰                  | ۳۰                  |
| کنه کهریز       | بخش مرکزی شهرستان رزن | کاج             | ۵۰۰۰           | ۱۸۰            | ۳۵           | ۸۰                  | ۸۰                  |
| کهریز           | بخش مرکزی شهرستان رزن | نینچ            | ۵۰۰            | ۶۰             | ۶۰           | ۵۰                  | ۵۰                  |
| کهریز           | بخش مرکزی شهرستان رزن | شاطربالی        | ۱۰۰۰           | ۳۵             | ۱۰           | ۳۰                  | ۳۰                  |
| کیوار           | بخش مرکزی شهرستان رزن | شوند            | ۳۴۰۰۰          | ۴۵۰            | ۸۰           | ۸۰                  | ۸۰                  |
| گل              | بخش مرکزی شهرستان رزن | پشت جین         | ۱۰۰۰           | ۴۰             | ۱۸           | ۳۰                  | ۱۴                  |
| گل بهار         | بخش مرکزی شهرستان رزن | نیر             | ۵۰۰۰           | ۲۰۰            | ۱۳           | ۸۰                  | ۸۰                  |
| گنداب           | بخش مرکزی شهرستان رزن | گیودره          | ۳۰۰۰           | ۱۰۰            | ۲۰           | ۱۴۰                 | ۱۴۰                 |
| گوی کهریز       | بخش مرکزی شهرستان رزن | جامشلو          | ۳۰۰۰           | ۱۵۰            | ۲۵           | ۱۰۰                 | ۶۰                  |
| یخاری           | بخش مرکزی شهرستان رزن | نینچ            | ۴۰۰            | ۱۰             | ۵            | ۱۰۰                 | ۱۰۰                 |
| یخاری چای       | بخش مرکزی شهرستان رزن | پشت جین         | ۴۰۰۰           | ۸۰             | ۴۰           | ۸۰                  | ۵۰                  |
| ینگی کهریز      | بخش مرکزی شهرستان رزن | کاج             | ۳۰۰۰           | ۱۱۰            | ۱۲           | ۵۰                  | ۵۰                  |